# Muhammad I (Nasrydzi)
Muhammad I, właśc. Muhammad ibn Jusuf ibn Nasr (ur. ?, zm. 1273) – od 1237 emir emiratu Grenady, później od 1246 uznał się za wasala Kastylii. Założył dynastii Nasrydów i ustanowił swą siedzibą Alhambrę. Pod koniec panowania próbował uniezależnić swoją władzę od Kastylii, na przykład popierając w 1264 rewoltę Mudeharów.
Kolejnym emirem został jego syn Muhammad II. 